# Eurre
Eurre är en kommun i departementet Drôme i regionen Auvergne-Rhône-Alpes i sydöstra Frankrike. Kommunen ligger i kantonen Crest-Nord som tillhör arrondissementet Die. År 2022 hade Eurre 1 426 invånare.

## Befolkningsutveckling
Antalet invånare i kommunen Eurre
Referens:INSEE